# Mozilla Sunbird
Mozilla Sunbird — вільне програмне забезпечення з відкритим кодом, що має функцію календаря і органайзера. Розроблявся Mozilla Foundation. Версія програми, що випускається як розширення для поштового клієнта Mozilla Thunderbird має назву Lightning. Засноване на стандарті Apple iCal.

## Історія релізів
| Ключ:        | Ключ:          | Ключ:           |
| ------------ | -------------- | --------------- |
| Стара версія | Поточна версія | Майбутня версія |

| Версія Gecko | Версія | Дата релізу     |
| ------------ | ------ | --------------- |
| 1.8          | 0.2    | 4 лютого 2005   |
| 1.9          | 0.3    | 11 жовтня 2006  |
| 1.9          | 0.3.1  | 19 лютого 2007  |
| 1.8.1        | 0.5    | 27 червня 2007  |
| 1.8.1        | 0.7    | 25 жовтня 2007  |
| 1.8.1        | 0.8    | 4 квітня 2008   |
| 1.8.1        | 0.9    | 23 вересня 2008 |
| 1.9.1        | 1.0    |                 |

Версія Sunbird 0.9 також доступна портативна версія.